# Der Schuss am Kilimandscharo

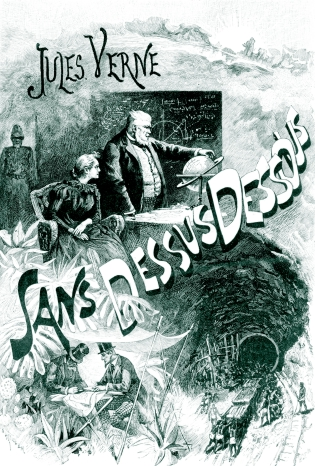
Titelillustration von George Roux aus der französischen Originalausgabe

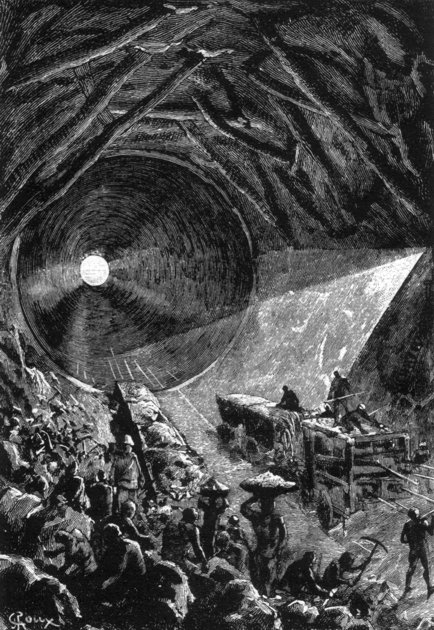
Der Bau des Geschützrohres

Der Schuss am Kilimandscharo (auch Kein Durcheinander und Alles in Ordnung) ist ein Roman des französischen Autors Jules Verne. Der Roman wurde erstmals 1889 von dem Verlag Pierre-Jules Hetzel unter dem französischen Titel Sans dessus dessous veröffentlicht, sinngemäß übersetzt „Kein drunter und drüber“. Die erste deutschsprachige Ausgabe erschien im November 1891 unter dem Titel Kein Durcheinander bei Hartleben in Wien in der Collection Verne.

## Handlung
Der Kanonenclub aus Baltimore, der bereits mit einem Geschoss aus der Columbiade, einer riesigen Kanone, drei Menschen von der Erde zum Mond befördert hatte (siehe: Von der Erde zum Mond und Reise um den Mond), hat neue Pläne. James T. Maston – Genie, führender Mathematiker und Schriftführer des Clubs – bekommt von der reichen Millionärswitwe Evangelina Scorbitt umfangreiche finanzielle Mittel, um das neueste Projekt des Clubs vorantreiben zu können.
Bei einer großen Versteigerung können die Anrainerstaaten des Nordpolarmeeres die Gebiete der Arktis nördlich des 84. Breitengrades ersteigern. Ihnen ist noch nicht bekannt, ob der Nordpol auf einer Landmasse oder in einem zugefrorenen Meer liegt. Bei der Auktion versuchen sich die Vertreter Großbritanniens und der Vereinigten Staaten gegenseitig zu überbieten. Der Vertreter der Vereinigten Staaten bekommt schließlich den Zuschlag.
Die Überraschung der Weltöffentlichkeit ist groß, als bekannt wird, dass der Kanonenclub aus Baltimore mit seinem Präsidenten Barbicane dahintersteht. Diese haben vor, in dem Gebiet nördlich des 84. Breitengrades Kohle abzubauen. Um ungehindert von Eis und Schnee an die Bodenschätze zu kommen, hat J. T. Maston Berechnungen durchgeführt, um mit einem gewaltigen Rückstoß aus dem Schuss einer Kanone die Erdachse geradezurücken und so das Polareis zum Schmelzen zu bringen. Bei seinen Berechnungen hat er während eines Gewitters einen Telefonanruf von Mrs. Scorbitt erhalten. Ein Blitz schlug in die Telefonleitung ein und trennte die Verbindung, durch eine Bö wurde seine Wandtafel regennass. Durch einen weiteren Anruf von Mrs. Scorbitt wird er dabei gestört, seine durch den Regen verwischten Berechnungen auf der Tafel wieder korrekt herzustellen.
Zu Beginn erfahren die Pläne des Clubs großen Zuspruch der Weltbevölkerung, da diese dann nicht mehr dem Einfluss der sich verändernden Jahreszeiten ausgesetzt wäre und sich den Wohnort in einer stabilen Klimazone ihrer Wahl wählen könnte. Als bekannt wird, welche verheerenden Auswirkungen wie Veränderungen des Meeresspiegels um bis zu 8415 m, Änderungen des Luftdrucks, Verschwinden von Meeren und Überschwemmungen in anderen Gebieten diese Unternehmung haben wird, schlägt die Stimmung in das Gegenteil um. J. T. Maston wird verhaftet und in ein Gefängnis geworfen. Barbicane ist jedoch mit seinen Mitarbeitern bereits an den Kilimandscharo gereist, um dort den Schuss vorzubereiten, der die Erdachse geraderücken soll. Der Sultan Bali-Bali von Kisongo unterstützt aus kommerziellen und machtpolitischen Gründen die Bauvorhaben von Barbicane, auch wenn der gewaltige Schuss verheerende Verwüstungen über seine Massai-Untertanen bringen wird.
Barbicane errichtet mit der Hilfe seiner Arbeiter im Hang des Kilimandscharo einen Stollen von 600 m Länge und 27 m Durchmesser. Zehn 30 m hohe Hochöfen werden errichtet, die insgesamt 1.800 t an Eisen für die Auskleidung des Stollens zu einem Geschützrohr liefern. Außerdem wird ein Geschoss mit einem Gewicht von 180.000 t gebaut. Dazu mussten 400.000 t Eisenerz, 70.000 t Kalkstein und 400.000 t Steinkohle herbeigeschafft werden. Anstelle von Schießbaumwolle werden als Treibladung 2.000.000 t „Meli-Melonit“ verwendet. Das Geschoss soll mit einer Anfangsgeschwindigkeit von 2800 m/s die Mündung der Kanone verlassen. J. T. Maston kann nur durch eine von Mrs. Scorbitt ermöglichte Flucht der Lynchjustiz des Mobs entkommen. Die Riesenkanone wird schließlich abgefeuert, das Geschoss erhebt sich mit einem gewaltigen Getöse in den Himmel und wird zu einem Planetoiden der Sonne. Die Menschen auf der Erde stellen jedoch fest, dass sie von allem befürchteten Unheil verschont wurden. Die Erdachse hat sich nicht merkbar verändert, die Pläne des Baltimorer Kanonenclubs sind fehlgeschlagen. In der Öffentlichkeit werden Spottgedichte auf das Vorhaben verbreitet.
Alcide Pierdeux von der École polytechnique in Paris veröffentlicht einen Artikel, in dem er den Grund des Scheiterns aufdeckt. J. T. Maston ist zwar von den richtigen theoretischen Voraussetzungen bei seinen Berechnungen ausgegangen, hat aber einen verhängnisvollen Flüchtigkeitsfehler gemacht. Er ist bei seinen Berechnungen von einer Erdkugel mit 40.000 m Umfang statt von einer mit 40.000 km Umfang ausgegangen. Statt einer Kanone mit dem millionenfachen Volumen eines 27-cm-Geschütz wären eine Trillion solcher Kanonen erforderlich gewesen, um die Erdachse um 23° und 28' verlagern zu können. Diese Anzahl von Kanonen hätte auf der Erdoberfläche keinen Platz gefunden. Der Schuss mit der einen Kanone hat den Pol der Erde jedoch nur um 3 Mikrometer und den Meeresspiegel um ±9/1.000 Mikrometer verändert. Der Fehler trat auf, weil Mrs. Scorbitt J. T. Maston bei seinen Berechnungen und der Behebung der Folgen des Blitzeinschlages gestört hat. J. T. Maston schwört daraufhin der Mathematik ab und heiratet die Witwe Scorbitt, die um seine Hand anhält.